# Dmitri Migounov
Dmitri Migounov est un patineur de vitesse sur piste courte russe.

## Carrière
En 2014, il remporte le relais masculin des Championnats d'Europe avec l'équipe russe.